# 資本主義の文化
資本主義の文化（しほんしゅぎのぶんか）或いは資本主義者の文化とは、社会的な慣行や規範、価値観、或いは資本主義社会内部で資本主義経済体制に貢献する行動様式等の集合を指す。
資本主義者の文化は、資本蓄積や商品販売が促進してきた。また、その文化の中で個人は主に、企業や市場との関係性によって定義づけられることになる。
また、この文化は、資本主義社会で生き残るために必要な行動を、学習したルールに従い行動する人々で構成されている。
資本主義の文化を還元していくと、そこにはビジネス的な考え方や組織文化、消費主義及び、労働者階級の文化が存在している。

## 資本主義の文化とイデオロギー
資本主義の文化、即ち資本主義的な規範や人々の立ち振る舞いは、資本主義の発展と共に拡大してきた。しかし、新自由主義の様な政治的イデオロギーにおいて、その様な立ち振る舞いは人間として自然なものであると当然視される。その一方、人類学者のRichard Robbinsは、その様な立ち振る舞いに自然なものなど一つも無いと主張する。つまり、自然な環境下で、人々が富の蓄積の為に疎外されたり、賃金労働によって駆り立てられたりすることなど無いと彼は主張している。
新自由主義の様な政治的イデオローグでは、政治や、文化、家族などの社会の他の側面から経済分野を捨象しまう。そして人々は市場取引の中で合理的に交換活動をし続けることが前提とされる。
しかし、市場社会への「埋め込み」の概念を適用することで、社会学者マーク・グラノヴェッターは「合理的な交換」が実際には市場社会以前の社会的つながりやその他の要素によって強く影響されていることを実証した。
資本主義システムの中で、社会や文化は搾取的な営利活動の周りを回っている。（資本蓄積は労働者の生み出す価値のうち、剰余価値をかすめ取ることで発生するからだ。）例えば、資本主義の支持者は営利活動や、市場における交換が絶対的で、「自然」なものであると私たちに信じさせようとするだろう。そしてその様な考えに基づくと、その他の社会関係全ては、営利活動や市場に対し周縁化されるか、営利活動や市場の中でより良い成果を残す為に個々人の能力を最大化するための要素としてしか存在できなくなる。

## 関連ページ
- 資本蓄積
- 資本主義
- 消費主義
- 文化資本
- 文化経済学
- 経済社会学
- 新自由主義
- 組織文化
- プロテスタントの労働倫理
- 資本主義国家(英語版)
- 資本主義の生産様式(英語版）

## 参考資料
1. ↑  Robbins, Richard (2005). Global Problems and the Culture of Capitalism. Pearson. p. 13. ISBN 978-0205917655. "The culture of capitalism is devoted to encouraging the production and sale of commodities. For capitalists, the culture encourages the accumulation of profit; for laborers, it encourages the accumulation of wages; for consumers, it encourages the accumulation of goods. In other words, capitalism defines sets of people who, behaving according to a set of learned rules, act as they must act"
2. ↑  Ed Rooksby (2010年). “Who's correct about human nature, the left or the right?”. The Guardian. 2010年11月20日閲覧。
3. ↑  Robbins, Richard (2005). Global Problems and the Culture of Capitalism. Pearson. p. 13. ISBN 978-0205917655. "There is nothing natural about this behavior. People are not naturally driven to accumulate wealth. There are societies in which such accumulation is discouraged...People are not driven to work; in fact, contrary to popular notions, members of capitalist culture work far more than, say, people who live by gathering and hunting."
4. ↑  Granovetter, M. (1985). “Economic action and social structure: the problem of embeddedness”. The American Journal of Sociology 91 (3):  487. doi:10.1086/228311.
5. ↑  Bertell Ollman. “Market Mystification in Capitalist and Market Socialist Societies”.  New York University. 2020年5月18日閲覧。
6. ↑  Robbins, Richard (1999). Global Problems and the Culture of Capitalism. Allyn and Bacon. ISBN 9780205193370